# Col de Bretolet
Col de Bretolet je planinski prijevoj u švicarskim Alpama u kantonu Valais, blizu granice između Švicarske i francuskog departmana Haute-Savoie. Leži iznad sela Champéry na nadmorskoj visini od 1923 m unutar prirodnog rezervata od 567 ha (IUCN kategorija upravljanja IV) namijenjenog za zaštitu i proučavanje ptica selica. Sadrži postaju za prstenovanje ptica kojom upravlja Opservatorij za ptice Sempach (Švicarski ornitološki institut).

## Istraživanje ptica
Col de Bretolet nalazi se na ruti migracije ptica kojom prolazi mnogo tisuća ptica, posebno od početka kolovoza do kraja listopada, a mnoge putuju noću. Godine 1958. započeo je dugoročni program prstenovanja ptica kako bi se pratila jesenja selidba u švicarskim Alpama i proučavao metabolizam energije, mitarenje vrabaca i promjene u obrascima migracije u odnosu na globalne klimatske promjene, kao i dokumentiranje migracija šojki, sjenica i zeba, uspoređujući podatke s drugim mjestima za prstenovanje drugdje i educirajući prstenovače.
Ptice se love i danju i noću u mreže za maglu dok lete kroz prolaz. U maglovitim noćima ptice se privlače mrežama pomoću jakih svjetala. Osim ptica, love se i šišmiši, a prijevoj je poznat i po seobi kukaca, posebice moljaca i osolikih muha.

## Vanjske poveznice
|  | Zajednički poslužitelj ima još gradiva o temi Col de Bretolet |